# 플레이, 플리 (드라마)
《플레이, 플리》는 대한민국의 TVING 오리지널 드라마이다.

## 기획 의도
아이돌과 유튜버의 비밀 연애를 그린 로맨스 드라마

## 제작진

### 제작사
- 플레이리스트

### 연출
- 김종창

### 극본
- 박윤성

## 스트리밍 일정
| 스트리밍 | 기간                        | 업로드 본방송 시간 | 비고 |
| -------- | --------------------------- | ------------------ | ---- |
| TVING    | 2023년 11월 18일 ~ 12월 9일 |                    |      |

## 출연진

### 주요 인물
- 김향기 : 송한주 역 (아역: 윤채나)
- 신현승 : 이도국 역
- 연오 : 이막춘 역

### 주변 인물
- 강성연 : 유미라 역 - 한주 엄마
- 양동근 : 한주 아빠 역
- 양소민 : '검은 고양이'의 사장 역
- 신수현 : 쎄아 역
- 차보성 : 성태 역
- 강지덕 : 혁진 역
- 정수영 : 고희정 역

### 기타 인물
- 차보성 : 까를 역
- 이원재 : 마 대표 역

## 에피소드 목록
| 화차 | 스트리밍 방송일  | 부제 (서브타이틀) | 비고 |
| ---- | ---------------- | ----------------- | ---- |
| 1화  | 2023년 11월 18일 |                   |      |